# Hucisko (powiat lubliniecki)
Hucisko (niem. Althütten) – wieś sołecka w Polsce położona w województwie śląskim, w powiecie lublinieckim, we południowo-wschodniej części gminy Boronów.
W latach 1975–1998 miejscowość administracyjnie należała do województwa częstochowskiego.

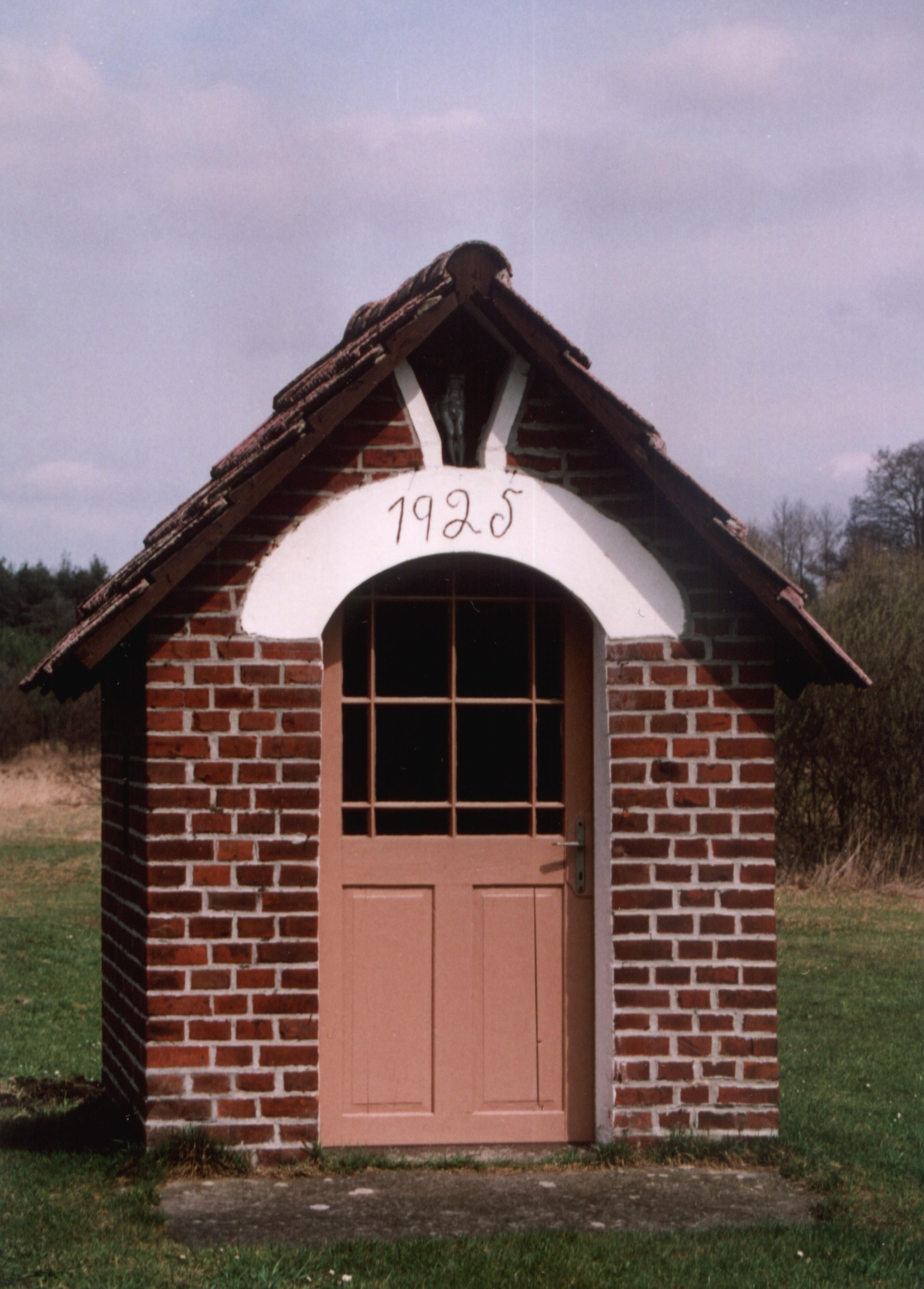
Kapliczka z 1925 roku

## Nazwa
Nazwa miejscowości związana jest z wytopem szkła, jaki miał miejsce na jej terenie najprawdopodobniej w XVII - XVIII wieku. Wcześniej w XVIII wieku miejscowość nosiła nazwę Stare Huty Szkła (Alte Glashütten), następnie w XIX wieku Althütten, 
W alfabetycznym spisie miejscowości na terenie Śląska wydanym w 1830 roku we Wrocławiu przez Johanna Knie wieś występuje pod polską nazwą Stare Huty oraz nazwą niemiecką Althütten. Miejscowość nosiła także nazwę: Szklarnia, a od 1922 nosi obecną nazwę Hucisko. 

## Zabytki
Na terenie miejscowości znajduje się murowana kapliczka z 1925 roku oraz pozostałości po zabudowaniach z II połowy XIX wieku.